# Hoa Lộc
Hoa Lộc là một xã thuộc huyện Hậu Lộc, tỉnh Thanh Hóa, Việt Nam.

## Diện tích và dân số
Xã Hoa Lộc có diện tích 3,83 km².
Dân số của xã Hoa Lộc:
- Theo Tổng điều tra dân số năm 1999: 5.059 người[1].
- Theo Tổng điều tra dân số năm 2009: 4.324 người với 1.331 hộ gia đình[2].

## Địa giới hành chính
Xã Hoa Lộc nằm ở phía đông của huyện Hậu Lộc.
- Phía đông giáp các xã Hưng Lộc và Minh Lộc;
- Phía nam giáp xã Phú Lộc;
- Phía tây giáp thị trấn Hậu Lộc và xã Tuy Lộc;
- Phía bắc giáp xã Liên Lộc.

## Giao thông
- Quốc lộ 10 chạy qua xã theo hướng đông bắc-tây nam.

## Hành chính
Xã Hoa Lộc được chia thành 9 thôn (đánh số từ 1 đến 9).

## Văn hóa Hoa Lộc
Tên xã Hoa Lộc đã được đặt cho một nền văn hoá khảo cổ sơ kì thời đại đồng: văn hóa Hoa Lộc. Cuối năm 1973, tại thôn 7, xã Hoa Lộc đã phát hiện được di chỉ đầu tiên và điển hình cho nền văn hoá này. Các di chỉ văn hóa Hoa Lộc phân bố trên các đồi cát cao chạy dài ven biển bắc Thanh Hoá, từ huyện Hậu Lộc đến huyện Nga Sơn. Văn hóa Hoa Lộc xuất hiện cách đây khoảng trên dưới 4.000 năm. Văn hóa Hoa Lộc nằm cùng bình tuyến và có mối quan hệ giao lưu văn hoá với các văn hoá sơ kì đồ đồng khác ở vùng Trung Bộ và Bắc Bộ Việt Nam là văn hóa Phùng Nguyên, văn hóa Hạ Long và nhóm di tích văn hóa Cồn Chân Tiên, Mả Đống.